# Death 'n' roll
Death 'n' roll (mot creuat de death metal i rock and roll) és un subgènere de la música death metal que incorpora elements del rock dur. L'efecte aconseguit és el de la combinació característica del death metal de veus guturals i riffs de guitarra distorsionats amb elements que recorden el hard rock i el heavy metal de la dècada del 1970. Alguns exemples de grups notables són Entombed, Gorefest, Carcass, Kaptain Sun, Six Feet Under, Pungent Stench, Fernando Colunga Ultimate Experience i Assot.
Tot i que l'etiqueta «death 'n' roll» es va emprar per primera vegada amb Entombed arran de la publicació el 1993 de Wolverine blues, el músic suec Daniel Ekeroth l'associa a l'estil d'un grup anterior anomenat Furbowl. Un altre disc de death 'n' roll destacat és Soul survivor (1996), de Gorefest. Prova d'aquesta influència va ser la gira organitzada aquell mateix any en què Gorefest va interpretar cançons d'AC/DC, Black Sabbath i Deep Purple. Dos dels seus membres toquen actualment a Live & Dangerous, un grup tribut a Thin Lizzy.